# Actors Studio
The Actors Studio là một hội nghề nghiệp thành lập tại New York, Hoa Kỳ năm 1947 dành cho các diễn viên chuyên nghiệp, đạo diễn sân khấu và biên kịch. Hội được biết đến nhiều nhất thông qua các khóa học diễn xuất, nhiều học viên của The Actors Studio sau khi tốt nghiệp đã trở thành những diễn viên nổi tiếng của điện ảnh Mỹ, không ít người trong số họ đã giành giải Oscar và nhiều giải thưởng khác.

## Lịch sử

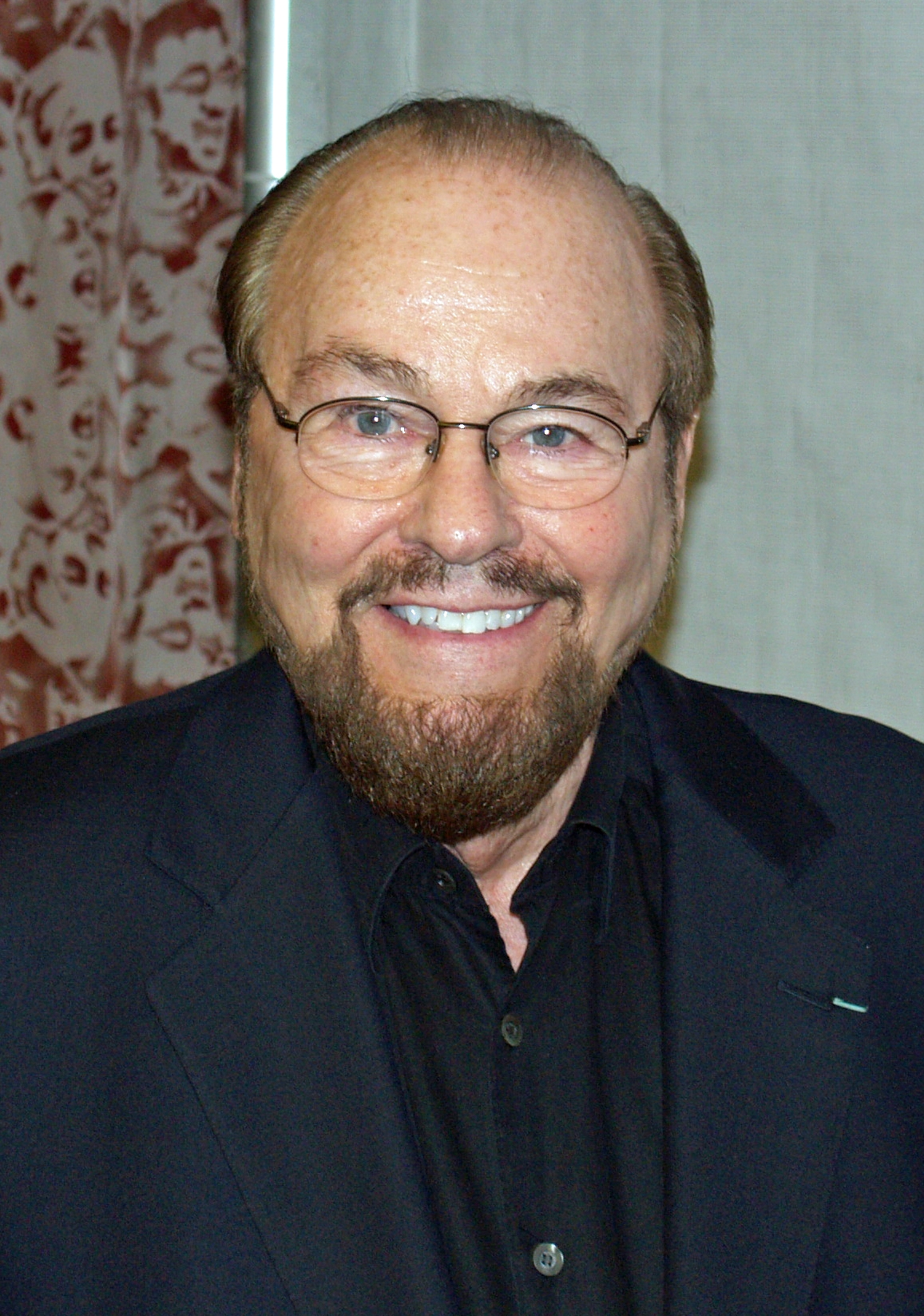
James Lipton, hiệu trưởng danh dự của Actors Studio Drama School

The Actors Studio có trụ sở tại 432 Tây 44th Street thuộc khu Hells Kitchen gần Manhattan, New York. Hội được thành lập ngày 5 tháng 10 năm 1947 bởi một nhóm nghệ sĩ sân khấu và điện ảnh nổi tiếng gồm đạo diễn Elia Kazan, nhà sản xuất Cheryl Crawford và diễn viên Robert Lewis với mục đích tổ chức các khóa dạy diễn xuất cho diễn viên mới vào nghề. Hội bắt đầu trở thành cơ sở đào tạo diễn xuất nổi tiếng dưới thời lãnh đạo của Lee Strasberg (bắt đầu từ năm 1951). Ba chủ tịch hiện tại của The Actors Studio là các diễn viên nổi tiếng Ellen Burstyn, Harvey Keitel và Al Pacino.
Từ tháng 9 năm 1994 đến tháng 5 năm 2005, The Actors Studio liên kết với The New School để mở các khóa cao học về sân khấu lấy tên Actors Studio Drama School (ASDS, Trường Sân khấu của Actors Studio). Sau khi kết thúc hợp đồng 10 năm, hiệu trưởng The New School là Bob Kerrey quyết định không ký tiếp hợp đồng và The Actors Studio chuyển sang liên kết với Đại học Pace (Pace University) để tổ chức các khóa học 3 năm lấy bằng thạc sĩ nghệ thuật (MFA).
Từ năm 1994, The Actors Studio cho tiến hành một talk show lấy tên Inside the Actors Studio như một phần của khóa học diễn xuất và cũng là một chương trình truyền hình được phát trên kênh Bravo. Đích thân hiệu trưởng danh dự của Actors Studio Drama School là James Lipton chủ trì talk show này với khách mời là các ngôi sao điện ảnh, đạo diễn và những nhân vật có tiếng khác của điện ảnh, truyền hình Mỹ. Sau khi The Actors Studio kết thúc hợp đồng với The New School, chương trình từ năm 2005 được chuyển về quay tại Trung tâm Nghệ thuật Michael Schimmel thuộc khu học xá của Đại học Pace.

## Cựu học viên nổi tiếng
Sau hơn 60 năm tham gia đào tạo diễn xuất, nhiều học viên xuất thân từ The Actors Studio đã trở thành các nhân vật nổi tiếng của điện ảnh và truyền hình Mỹ:
| - Edward Albee - Carmen Argenziano - Carroll Baker - Joe Don Baker - Barbara Bain - James Baldwin - Anne Bancroft - Ellen Barkin - Marlon Brando - Ellen Burstyn - Nandita Chandra - Hayden Christensen - Lee J. Cobb - Montgomery Clift - Bruce Dern - Robert De Niro | - James Dean - Sally Field - Jane Fonda - James Gandolfini - Robert Ginty - David Groh - Lance Henriksen - Steven Hill - Pat Hingle - Dustin Hoffman - Kim Hunter - Anne Jackson - Salome Jens - Harvey Keitel - Bruno Kirby - Martin Landau | - Diane Ladd - Brandon Lee - Jack Lord - Norman Mailer - Karl Malden - Terrence McNally - Steve McQueen - Allan Miller - Marilyn Monroe - Paul Newman - Jack Nicholson - Gerald S. O'Loughlin - Al Pacino - Geraldine Page - Estelle Parsons - Chazz Palminteri | - Will Patton - George Peppard - Tracy Pollan - Sidney Poitier - Michael J. Pollard - Ginette Reno - Julia Roberts - Mickey Rourke - Eva Marie Saint - Gene Saks - P. J. Soles - Sissy Spacek - Kim Stanley - Maureen Stapleton - Rod Steiger - Eric Stoltz | - Susan Strasberg - Rip Torn - Christopher Walken - Eli Wallach - Gene Wilder - Tennessee Williams - Shelley Winters - Joanne Woodward |